# A kék szoba
A kék szoba (eredeti cím: Powder Blue) 2009-es amerikai filmdráma, amit Timothy Linh Bui írt és rendezett. A történet négy különböző embert követ nyomon, akik története Karácsony napján összefonódik. A film szereplői közt megtalálható Jessica Biel, Forest Whitaker, Patrick Swayze, Ray Liotta, Eddie Redmayne és Kris Kristofferson. Ez volt Patrick Swayze utolsó filmszerepe 2009 szeptemberében bekövetkezett halála előtt. 
A filmet limitált vetítésszámmal mutatták be az Amerikai Egyesült Államok mozijaiban 2009. május 8-án, majd DVD-n adták ki 2009. május 26-án.

## Cselekmény
A történet főszereplője négy los angelesi lakos, akiknek az élete összefonódik Karácsony este. Rose-Johnny egy sztriptíztáncosnő, akinek a gyereke kómába került és elszökik a kutyája, akit Qwerty, az ideges természetű temetkezési vállalkozó talál meg. Jack egy bűnöző, aki frissen szabadult és halálos beteg, a célja pedig az, hogy megkeresse Rose-Johnnyt és elmondja neki, hogy ő az apja. Charlie pedig egy öngyilkosjelölt, aki egy zsák pénzzel és egy töltött pisztollyal járja az utcákat, hátha talál valakit, aki lelövi őt a pénzért cserébe.

## Szereplők
| Színész             | Szerep           | Magyar hang           |
| ------------------- | ---------------- | --------------------- |
| Jessica Biel        | Rose-Johnny      | Németh Borbála        |
| Eddie Redmayne      | Qwerty Doolittle | Kolovratnik Krisztián |
| Forest Whitaker     | Charlie          | Harmath Imre          |
| Ray Liotta          | Jack Doheny      | Sörös Sándor          |
| Lisa Kudrow         | Sally            | Nyírő Beáta           |
| Patrick Swayze      | Velvet Larry     | Forgács Péter         |
| Kris Kristofferson  | Randall          | Bácskai János         |
| Alejandro Romero    | Lexus            |                       |
| Sanaa Lathan        | Diana            |                       |
| Chandler Canterbury | Billy            |                       |
| Jeffrey Adam Baker  | "Slim"           |                       |
| Ravi Patel          | Sanjay           |                       |
| Don Swayze          | A kidobó         |                       |
| L. Scott Caldwell   | Gomez nővér      |                       |
| Riki Lindhome       | Nicole           |                       |
| Billy Wirth         | David            |                       |

## Fogadtatás
A Rotten Tomatoes oldalán 25%-os értékelést ért el 8 kritika alapján, és 3.7 pontot szerzett a tízből.